# Samsung Galaxy Z Fold 5
Samsung Galaxy Z Fold 5 – składany smartfon z systemem Android południowokoreańskiej firmy Samsung z serii Samsung Galaxy. Telefon został zaprezentowany w lipcu 2023 roku jako następca Samsunga Galaxy Z Fold 4.

## Specyfikacje
Samsung Galaxy Z Fold 5 został wyposażony w system operacyjny Android 13. Urządzenie ma 12 GB pamięci RAM oraz 256, 512 lub 1000 GB pamięci wewnętrznej telefonu. Galaxy Z Fold 5 został wyposażony w ośmiordzeniowy procesor Qualcomm Snapdragon 8 oraz baterię o pojemności 4500 mAh. Wymiary urządzenia to 154,90 x 67,10 x 13,40 mm, a jego masa wynosi 253 g.

## Galeria

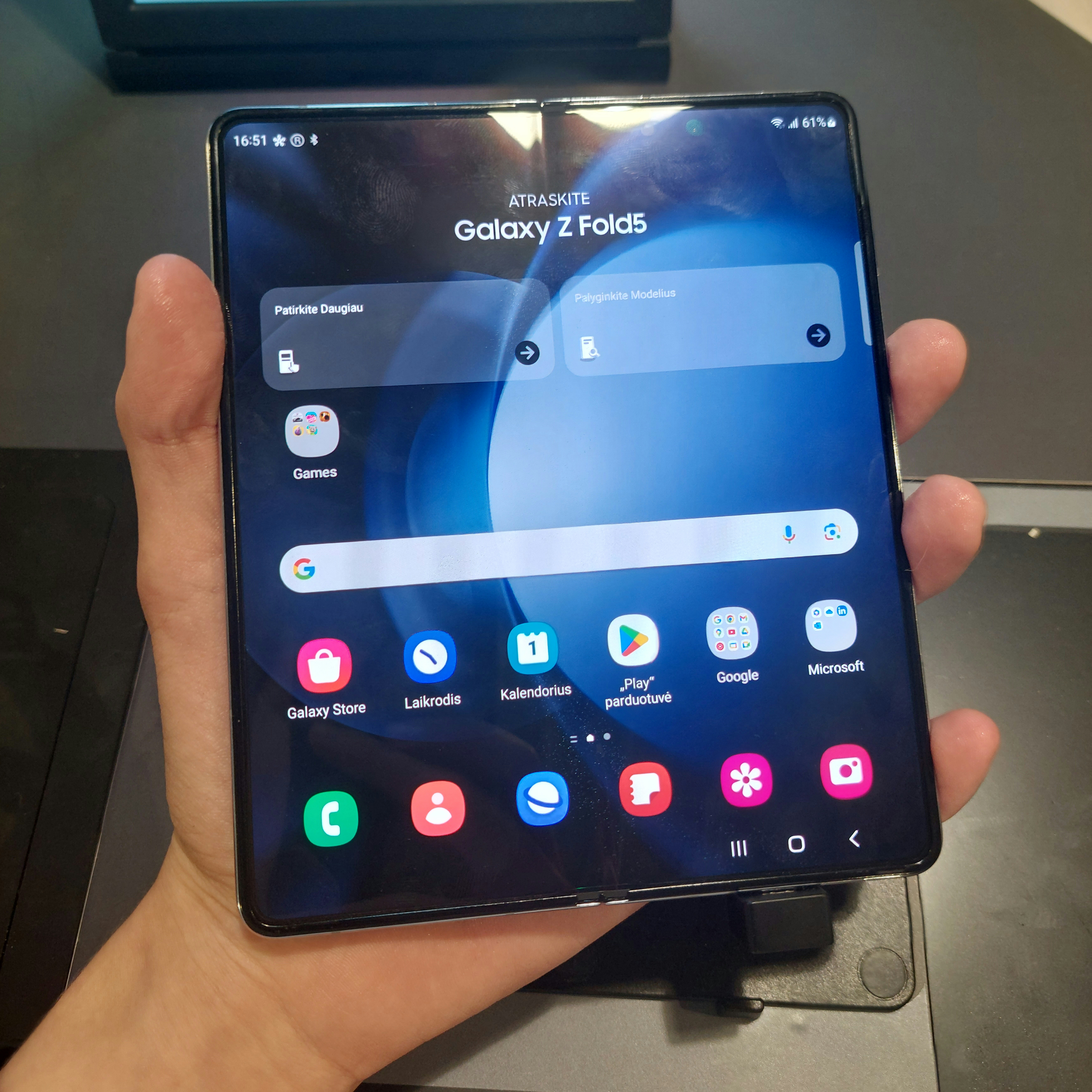
Rozłożony telefon
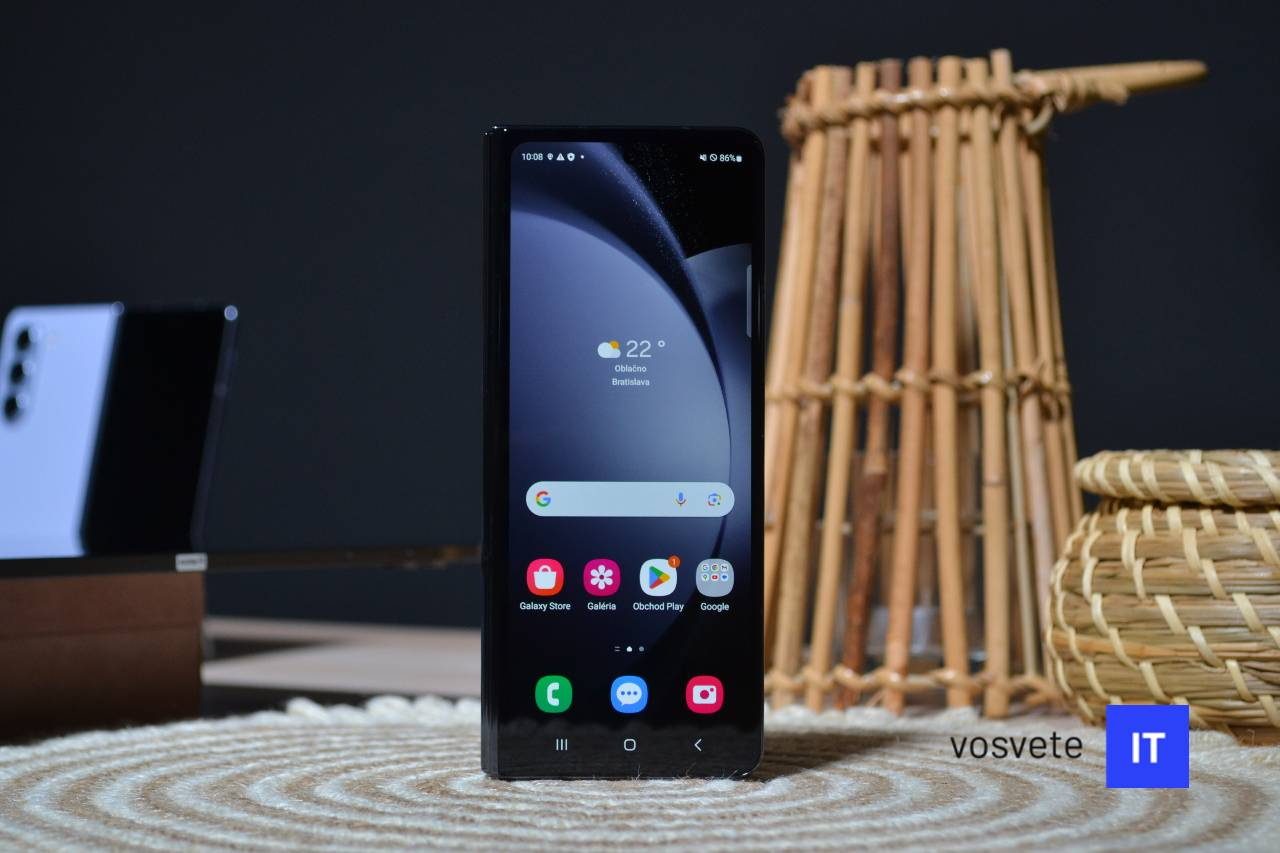
Złożony telefon
Logo telefonu